# Francisco Palou
Francisco Palou (Palma de Mallorca c. 1722-Ciudad de México, 1789) fue un fraile franciscano español que acompañó a Fray Junípero Serra en la evangelización de la Alta California.

## Estudios y primeros pasos en la orden franciscana
Ingresó a la orden franciscana en su ciudad natal, en 1740 inició estudios de filosofía, uno de sus maestros y amigo fue Fray Junípero Serra, el apóstol de las Californias.
Fue voluntario para atender las misiones franciscanas del Nuevo Mundo, misiones dedicadas a evangelizar a los nativos americanos. Se reunió con su maestro y amigo en el Colegio de San Fernando en la Ciudad de México, tiempo después ambos fueron asignados a las misiones de Sierra Gorda en el estado mexicano de Querétaro para evangelizar a los indios Pames. En 1759 fueron invitados para atender las misiones de la región de San Saba (Texas), sin embargo a la muerte del entonces virrey de la Nueva España sus superiores rehusaron la propuesta.
El padre Palou fue llamado a la Ciudad de México y allí sirvió a su orden hasta 1767 cuando junto con el padre Fray Junípero Serra y catorce misioneros más fueron enviados a la península de Baja California para ejercer su apostolado en sustitución de los sacerdotes jesuitas que fueron expulsados de los territorios americanos por órdenes expresas de la Corona española.

## Su apostolado en la Baja California
En abril de 1768 desembarcaron los misioneros en la naciente población de Loreto (Baja California Sur), hogar de la Misión de Nuestra Señora de Loreto, misión madre de todas las fundaciones misioneras que se fundaron en las tres Californias. Poco después de arribar le fue asignada al padre Palou la Misión de San Francisco Javier. Pocos años después, cuando al padre Fray Junípero Serra le enviaron a catequizar la Alta California, en su lugar fue designado el padre Palou como su sucesor con el cargo de Superior de la orden en las misiones de la Baja California.
En el tiempo que ocupó el cargo de Superior de las misiones franciscanas en la península de Baja California, demostró gran carácter al oponerse a los abusos de la autoridad civil en contra de los nativos y acompañantes de los mismos misioneros.

## Su apostolado en la Alta California
En 1772 se faculta a los dominicos y franciscanos para establecer una frontera entre las dos órdenes religiosas.
Nada es para siempre, en 1773 llegó la orden de partir hacia la Alta California para dejar la península de Baja California en manos de la orden de los dominicos. En agosto de 1773 Fray Francisco Palou marcó durante su viaje por tierra a la Alta California la división entre Las Californias con una simple cruz de madera; dicha división es conocida como Mojonera de Palou.Es precisamente en Playas de Rosarito (Baja California) en donde en la época misional se dividían la Alta y la Baja California, la Alta California atendida por franciscanos y la península de Baja California atendida por domínicos, todo después de la expulsión de los misioneros jesuitas por decreto del rey Carlos III dado en 1767. La localización exacta de la Mojonera de Palou es aún motivo de debate.
En ese año de 1773 se reunió el padre Palou con los misioneros de su misma orden en la Alta California. Desempeñó el puesto de Superior de la orden franciscana en la Alta California desde su llegada y hasta el regreso a la Alta California del padre Fray Junípero Serra quien había viajado a México.
En noviembre de 1774 acompañó al Capitán Fernando Rivera y Moncada en la exploración de la Bahía de San Francisco (California), y el 4 de diciembre del mismo año erigió una cruz en Punta Lobos, el día de hoy un paraje con vista al Océano Pacífico y el puente Golden Gate. Él fue el primer misionero en llegar a ese lugar. En 1776 acompañó al oficial Moraga a la misma bahía y el día 28 de junio ofreció la primera misa en la que después sería llamada Misión de Dolores o ciudad de San Francisco (California).
En 1784 fue llamado a la Misión de San Carlos para administrar los últimos sacramentos a su maestro y amigo Fray Junípero Serra, después de la muerte de Serra, el Fray Francisco Palou, el humilde misionero, pasa a ser el Superior de la orden de los franciscanos en la Alta California.
El funcionamiento de la cadena de las 21 misiones es el modelo de Querétano, ver artículo Fray Junípero Serra y las misiones fernandinas, se puede leer sobre el quehacer de cada día en estos pueblo de indios.

## Su regreso a México
En 1785, viejo y enfermo regresó a la Ciudad de México, en aquel entonces capital del Virreinato de la Nueva España, regresó con el fin de luchar en pos de los nativos californianos y las misiones de aquella región. Se hospedó en su querido Colegio de San Fernando, y no pasó mucho tiempo antes de ser elegido director del mismo, cargo que ocupó hasta su muerte en 1789.

## Su legado

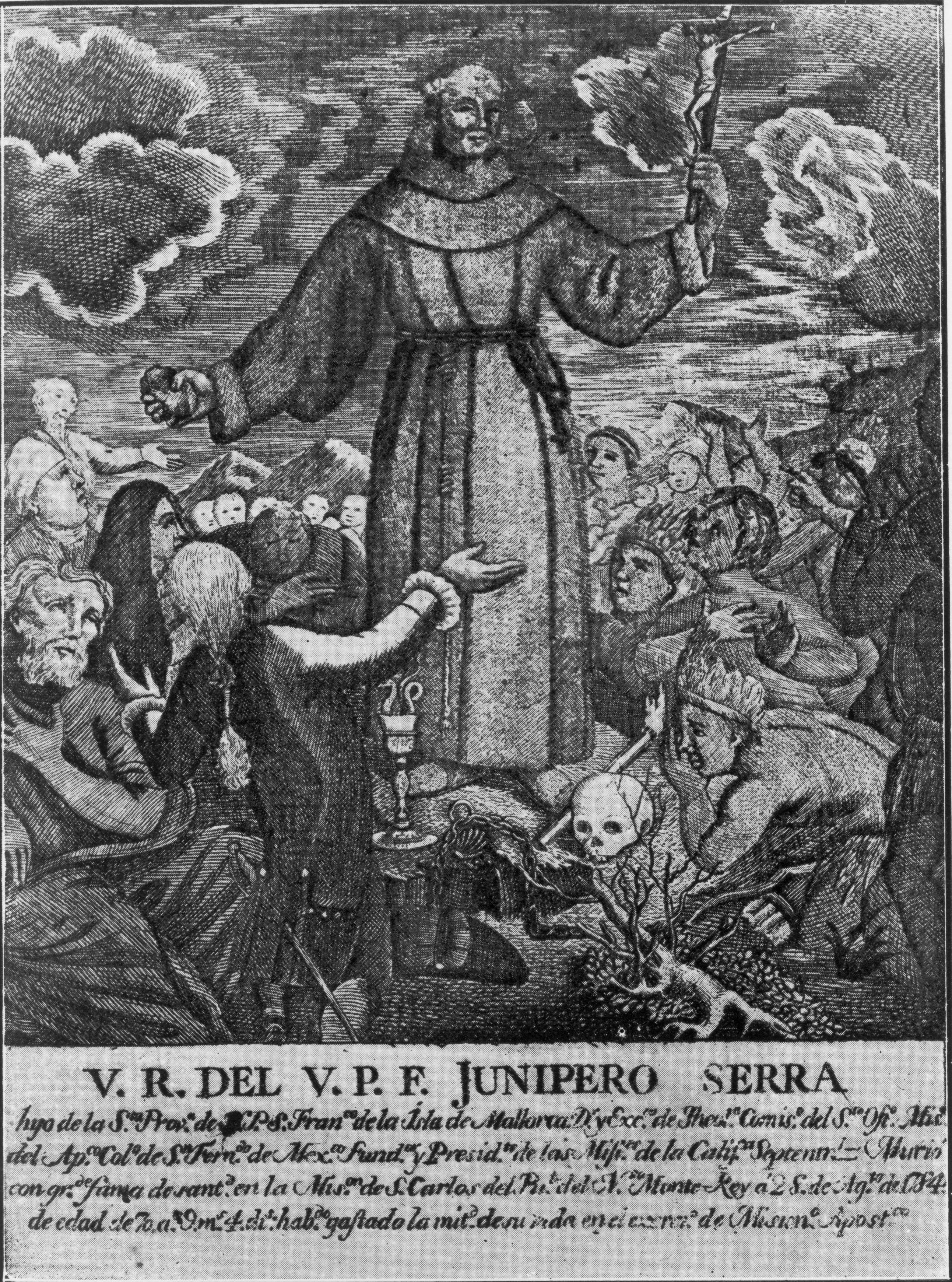
Ilustración de Fray Junipero Serra en la obra de Francisco Palou Relación de la vida y apostólicas tareas del venerable padre fray Junípero Serra y de las misiones que fundó en la California septentrional

Junto con Fray Junípero Serra encabezó el grupo de misioneros franciscanos que reemplazaron a los sacerdotes jesuitas en 1767.
Fundó la Misión de Dolores en San Francisco (California). Escribió Noticias de la Nueva California, donde relata sus viajes y residencia en la Misión de Dolores hasta 1784, en su relato incluye testimonios de otros misioneros y exploradores y además proporciona noticias de los aborígenes de Las Californias a los cuales conoció y evangelizó. Además escribió la mejor biografía sobre Fray Junípero Serra que se pueda encontrar, Relación de la vida y apostólicas tareas del venerable padre fray Junípero Serra y de las misiones que fundó en la California septentrional.
Si únicamente hubiera escrito la biografía del padre Serra tendría un lugar en la historia, ya vemos que el padre Palou fue algo más que un buen relator.